# RDS-2
A RDS-2 foi uma arma nuclear, criado e testado pela União Soviética como uma versão atualizada do RDS-1. (Ver projeto soviético da bomba atômica.) Dentre as inovações incluíam-se novas lentes explosivas, juntamente com um novo projeto de núcleo para diminuir a probabilidade de pré-detonação ou falha. O RDS-2 foi testado em 24 de setembro de 1951. No seu teste produziu um rendimento de 38,3 kiloton. Ele foi detonado a partir do topo de uma torre de trinta metros de altura. A detonação foi controlada por um bombardeiro voando sobre o local de teste, em vez da detonação ser controlada por um centro de controle terrestre.